# Henri Vermeulen
Henri Constant Albert Vermeulen, zich noemende Vermeulen van Kruiningen, (Amsterdam, 7 september 1877 – Wassenaar, 23 februari 1953) was een Nederlands voormalig voetbalscheidsrechter die eenmaal een wedstrijd van het Nederlands voetbalelftal floot. Dit was de allereerste A-interland tussen Nederland en België. Hij was notaris in Wassenaar.

## Interlands
| Datum       | Plaats               | Wedstrijd          | Uitslag | Competitie                  | Kreeg geel | Kreeg voor de tweede keer geel en dus rood | Weggestuurd |
| ----------- | -------------------- | ------------------ | ------- | --------------------------- | ---------- | ------------------------------------------ | ----------- |
| 14 mei 1905 | Rotterdam, Nederland | Nederland – België | 4 – 0   | Rotterdams Nieuwsblad Beker | 0          | 0                                          | 0           |

Bijgewerkt t/m 27 januari 2014